# Spoonie Gee
Gabriel Jackson (né le 27 mai 1963 à New York), mieux connu sous son nom de scène Spoonie Gee, est l'un des premiers artistes de rap, et l'un des rares à avoir sorti des disques de rap dans les années 1970. On lui attribue parfois l'origine du terme « hip hop » et certains des thèmes abordés dans sa musique sont des précurseurs du gangsta rap.

## Carrière
Jackson naît à Harlem, recevant son surnom de « Spoonie » dans son enfance parce que la cuillère est le seul ustensile avec lequel il a l'habitude de manger,. Sa mère meurt lorsqu'il a douze ans, et il va vivre chez son oncle, le producteur de disques Bobby Robinson, dans l'appartement duquel il commence à pratiquer le rap ,,.
Son premier enregistrement a lieu après que Peter Brown ait visité le magasin de disques de Robinson et mentionné qu'il cherchait à faire un disque de rap. Le nom de Spoonie est suggéré, et Jackson enregistre Spoonin' Rap, qui sort sur Sound of New York, USA de Peter Brown, avec des paroles qui comprennent des références à la prison qui deviendront plus tard courantes dans le gangsta rap, et avec une réverb appliqué à sa voix. Spoonie Gee est ainsi mentionné comme « the original gangsta rapper » ,.
Il enregistre ensuite pour la firme Enjoy Records de Robinson ; sa première publication pour le label étant le tout aussi minimaliste Love Rap (sur lequel il est accompagné aux congas par son frère Pooche Costello), sorti sur la face B du New Rap Language des Treacherous Three (auquel il participe également), lui valant son premier surnom de « The Love Rapper »,. Jackson est un des membres fondateurs des Treacherous Three, avec LA Sunshine et Kool Moe Dee. Bien que le groupe recrute Special K pour le remplacer lorsqu'il part enregistrer son premier single, Gee maintient des liens et une affiliation avec la formation, et joue également un rôle auprès du groupe en obtenant son premier contrat d'enregistrement. Le quatuor est rebaptisé Spoonie Gee and the Treacherous Three lorsque Jackson revient pendant un certain temps avant de se lancer définitivement en solo.
Il quitte Enjoy! et signe chez Sugar Hill Records, où il connait d'autres succès avec Spoonie's Back et une collaboration avec The Sequence sur Monster Jam ,. En 1985, il passe au label Tuff City d'Aaron Fuchs, où la majorité de sa production ultérieure est publiée, y compris That's My Style, morceau sur lequel il invective Schoolly D pour avoir copié son style. Au milieu des années 1980, il travaille également dans un centre de réadaptation pour personnes ayant des troubles d'apprentissage,. Sa carrière décolle une nouvelle fois en 1987 avec son premier album The Godfather of Rap, produit par Marley Marl et Teddy Riley, et paru chez Tuff City. Sa carrière est ensuite entravée par plusieurs séjours en prison.
Au milieu des années 1990, une compilation de son œuvre, Godfather of Hip Hop, est publiée sur le label Ol' Skool Flava. Au milieu des années 2000, il revient avec un nouvel EP, The Boss Is Back.
En 2008, Love Rap est classé n°65 dans la liste des « 100 plus grandes chansons de hip hop » de la chaîne VH1.

## Discographie

### Albums
- The Godfather of Rap (1987), Tuff City
- Old and New Jams (1989), BCM (compilation)
- Old and New Jams / The Godfather (1993), BCM (compilation)
- Godfather of Hip Hop (1996), Ol' Skool Flava (compilation)